# 拉雷福爾馬 (聖馬科斯省)
拉雷福爾馬（西班牙語：La Reforma），是危地馬拉的城鎮，位於該國西南部，由聖馬科斯省負責管轄，面積100平方公里，海拔高度978米，2002年人口14,623，人口密度每平方公里146.23人。